# Semiothisa anguifera
Semiothisa anguifera är en fjärilsart som beskrevs av Louis Beethoven Prout 1934. Semiothisa anguifera ingår i släktet Semiothisa och familjen mätare. Inga underarter finns listade i Catalogue of Life.